# Боулинг
Боулингът е спортна игра, при която играчите се стремят да съберат точки, като търкалят топка по писта с гладка повърхност, в опит да съборят колкото се може повече от подредените в дъното на пистата предмети, наречени кегли.

## История
Игрите, при които топките се търкалят или хвърлят към някаква мишена, са познати от дълбока древност. Най-старият вариант на боулинга датира от времето на Древния Египет. Днес най-популярен е американският вариант с десет кегли, който се играе по цял свят, на професионално и аматьорско ниво, като спорт и за развлечение. Съвременният боулинг с десет кегли е създаден, след като през 1845 г. е забранена играта с девет кегли, наредени под формата на ромб. За да избегнат забраната, любителите на този спорт просто добавят една допълнителна кегла, а обичайната дотогава подредба се замества от триъгълната.
Целта на играта е да се съборят всички кегли, с помощта на специалната топка за боулинг, направена от твърд каучук или пластмаса. Любопитно е, че топката има три отвора, където се поставят съответно палецът, средният и безименният пръст. Днес топките са с различна тежест и големина на отворите за пръстите на играча.
Пистата е дълга 18 m и широка – 105 cm. По нея се търкаля боулинг топката, за да достигне до кеглите. Тя може да бъде покрита с пластмаса или ивици от кленова или борова дървесина. Тъй като настилката е изключително важна за успешната игра, боулингът се играе със специални обувки, които са с равни подметки и не само, че не повреждат настилката, но и предпазват от подхлъзване.
От двете страни на пистата има два улея, в които топката попада, ако не се движи централно по пътеката. Също така, за разлика от Кегелбана, боулинга се играе на пистата с масло. Маслото може да бъде различно, но най-често се нарича: късо, дълго и средно намазване. От намазването зависи как ще се държи топката (върти) на пистата. Пистата съдържа и част без масло (суха част). В мазната част топката се търкаля, а в сухата тя придобива скорост и обороти и започва леко да си променя траекторията – зависи от пускането ѝ. В боулинга има различни производители на писти и аксесоари. Най-известни производители на писти и аксесоари за тях са:American Machine and Foundry (AMF), Qubica и други.
Има и редица производители на топки, например: Brunswick, AMF, Storm, Ebonite, Track, Columbia 300, Hammer и други. Топките имат различни цени. Произвеждат се и сакове за топки. Те побират от една до седем топки, зависи от вместимостта. Също така има и специални обувки, известни марки са: Ebonite, Etonic, Dexter, NXT и други. В повечето сакове има пространство и за обувки. Други аксесоари за истинския боулинг играч са талк, кърпа, различни сайдове за обувките, лепенки за топка или за пръсти, специални клийнъри, накитници, напръстници и много други.

## Зала за боулинг
В залата за боулинг се помещават няколко на брой боулинг алеи, широки около метър и петдесет и дълги около тридесет метра с улеи в краищата им по които се движат топките когато не са хвърлени по начина по който трябва. Броят на тези алеи не са строго регламентирани, на всяка една се играе отделна игра на боулинг. Боулинг залите са големи и просторни, в тях освен тези ленти за игра се обособяват и администрация, която отговаря и ръководи боулинг залата. Грижи се за безпроблемното и приятно изкарване на клиентите. Има бар за напитки, храна. Гардероб за издаване на специални обувки с които се играе боулинг.